# Yusuf Altıntaş
Yusuf Altıntaş (* 7. August 1961 in Köseköy) ist ein ehemaliger türkischer Fußballspieler und -trainer. Durch seine langjährige Tätigkeit für Galatasaray Istanbul wird er stark mit diesem Verein assoziiert. Zu seiner aktiven Spielerzeit wurde er wegen seiner aggressiven und körperbetonten Spielweise Rambo Yusuf genannt. Zwei weitere Namen waren Büyük Yusuf oder Köylü Yusuf.

## Spielerkarriere

### Verein
Altıntaş begann mit dem Vereinsfußball in der Jugend von Köseköy Belediyespor  und wechselte anschließend 1980 in die Jugend von Kocaelispor. Hier wurde er für die türkische U-18-Nationalmannschaft entdeckt und machte hier drei Spiele. Im Sommer wurde er ins Profiteam aufgenommen und erkämpfte sich schnell einen Stammplatz. Er spielte bei Kocaelispor vier Spielzeiten und schaffte hier den Sprung in die Nationalelf.
Im Sommer 1984 wechselte er zu Galatasaray Istanbul. Zu diesem Zeitpunkt hatte Galatasaray den Anschluss an die anderen Spitzenteams verloren und hatte eher die Rolle eines Mitläufers. Nach der letzten Meisterschaft in der Spielzeit 1972/73 versuchte man vergeblich, an diese Erfolge anzuknüpfen. Zur anstehenden Saison verpflichtete man überraschend den zurückgetretenen Bundestrainer Jupp Derwall. Dieser versuchte mit jungen und ungeschulten Spielern eine neue Mannschaft zu formen. Der neu eingekaufte Spieler Altıntaş zählte zu diesen Spielern. In seiner ersten Saison absolvierte er 19 Ligabegegnungen und holte mit seinem Verein den Türkischen Fußballpokal. In seiner zweiten Spielzeit gelang ihm endgültig der Durchbruch. Fortan gehörte er über mehrere Jahre zu den festen Größen innerhalb des Teams. In der Spielzeit 1985/86 verlor man die Meisterschaft der schlechteren Tordifferenz wegen an Beşiktaş Istanbul. Die nächste Spielzeit gelang dann der lang ersehnte Erfolg und man gewann nach 14 Jahren wieder das erste Mal die Meisterschaft der Süper Lig. Nach diesem Erfolg gab Derwall seinen Rücktritt bekannt und übergab seine Trainerposition an seinen Co-Trainer Mustafa Denizli. Dieser setzte ebenfalls auf Altıntaş. Die nachfolgende Saison gewann man erneut die Meisterschaft, diesmal mit der Rekordpunktzahl von 90 Punkten. Zum Tabellenzweiten Beşiktaş erzielte man eine Punktedifferenz von 12 Punkten. In der Saison 1988/89 verpasste man weit abgeschlagen die Meisterschaft. Dafür sorgte man auf internationaler Bühne für Aufsehen. Zu dieser Zeit war es üblich, dass türkische Mannschaften in den Europapokalwettbewerben in den ersten beiden Runden ausschieden. Galatasaray schaffte es im Europapokal der Landesmeister 1988/89 völlig überraschend bis ins Halbfinale. Von der Vereinsgeschichte wird besonders das Rückspiel gegen Neuchâtel Xamax als legendär aufgefasst. Zuerst verlor man in der zweiten Runde das Hinspiel mit 3:0. Das Rückspiel in Istanbul gewann man sensationell mit 5:0 und kam ins Viertelfinale des Europapokals der Landesmeister. Hier traf man auf den amtierenden französischen Meister AS Monaco. Auch hier setzte man sich überraschend durch und schied erst im Halbfinale gegen Steaua Bukarest aus. Altıntaş spielte dabei die meisten dieser Begegnungen über die volle Distanz. Trotz dieser Erfolge entschied die Vereinsführung, Denizli durch den deutschen Trainer Sigfried Held zu ersetzen. Dieser blieb weit hinter den Erwartungen zurück und ließ auch Altıntaş häufig auf der Ersatzbank sitzen. So reagierte die Vereinsführung ein weiteres Mal und verpflichtete zur Saison 1990/91 ein zweites Mal Mustafa Denizli. Unter Denizli kam Altıntaş wieder regelmäßig zu Einsätzen. Die Meisterschaft vergab man an Beşiktaş, konnte aber den Türkischen Fußballpokal und den Türkischen Fußball-Supercup gewinnen. Die nächste Saison konnte man erneut den Türkischen Fußballpokal gewinnen. In der Meisterschaft belegte man abgeschlagen den dritten Tabellenplatz. Im Europapokal der Pokalsieger 1991/92 kam man bis ins Viertelfinale und schied hier gegen den späteren Pokalsieger Werder Bremen aus. Am Ende reagierte die Vereinsführung und verlängerte den Vertrag mit Denizli kein weiteres Mal. Stattdessen wurde mit Karl-Heinz Feldkamp ein neuer Trainer verpflichtet. Dieser krempelte nach eigenen Vorstellungen die Mannschaft um und ersetzte viele gestandene Spieler durch junge, unbekannte Spieler. Auf die Dienste von Altıntaş verzichtete Feldkamp dennoch nicht und setzte ihn in 22 Mal in den Ligaspielen ein. Zum Saisonende gelang mit dem Gewinn der Meisterschaft und des Türkischen Fußballpokal nach 1973 wieder das Double. Zum Saisonende gab Feldkamp seinen Rücktritt bekannt und wurde durch seinen Co-Trainer Reiner Hollmann ersetzt. Dieser setzte Altıntaş gleich zu Saisonbeginn auf die Ersatzbank und setzte ihn nur sporadisch ein. Zum Saisonende holte man erneut die Meisterschaft und schaffte es in der UEFA Champions League 1993/94 unter die letzten acht Mannschaften. Zum Saisonende wurde Altıntaş entweder sein Karriereende oder ein Wechsel nahegelegt.
So wechselte Altıntaş im Sommer 1994 wieder zu Kocaelispor. Hier spielte er eine Spielzeit, schaffte aber nicht mehr in Sprung in die Stammformation. So wechselte er zum Saisonende zum Amateurverein Kocaeli Kartepe Belediyespor. Hier spielte er eine Spielzeit und beendete dann seine aktive Fußballspielerlaufbahn.

### Nationalmannschaft
Altıntaş spielte bereits zu seiner Kocaelizeit dreimal für die türkische U-18-Nationalmannschaft. Anschließend kam er mehrmals für die Türkische U-21-Nationalmannschaft zum Einsatz. 1983 wurde er zum ersten Mal für die türkische Nationalmannschaft nominiert und gab sein Länderspieldebüt am 9. März 1983 während eines Freundschaftsspiels gegen die Rumänische Auswahl. Fortan gehörte er zu den Spielern die, mit einigen Ausnahmen, regelmäßig zur Nationalmannschaft berufen wurden. Er spielte für die Türkei in den Qualifikationsrunden der Europameisterschaft 1984, der Weltmeisterschaft 1986, der Europameisterschaft 1988, der Weltmeisterschaft 1990 und der  Europameisterschaft 1992. Er absolvierte insgesamt 29 Begegnungen für die Ay-Yıldızlılar, erzielte dabei zwei Treffer.

## Trainerkarriere
Nach dem Ende seiner aktiven Laufbahn wurde es lange Zeit still um Altıntaş. Erst im Sommer 2005 übernahm er das Co-Traineramt bei Kocaelispor und assistierte damit Sadi Tekelioğlu.
Ab Juni 2007 arbeitete er als Co-Trainer seines ehemaligen Mitspielers Bülent Korkmaz bei Kayseri Erciyesspor. Hier verpasste man zwar den erhofften Klassenerhalt, kam aber im Türkischen Fußballpokal bis ins Finale. Nach diesem Erfolg wechselte er zusammen mit Korkmaz zu Bursaspor. Nachdem man den Erwartungen nicht gerecht wurde, trennte man sich bereits nach einigen Wochen von diesem Verein.

## Erfolge
- Galatasaray Istanbul:
  - Süper Lig (4): 1986/87, 1987/88, 1992/93, 1993/94
  - Türkischer Pokalsieger (3): 1985, 1989, 1992
  - Türkischer Supercupsieger (4): 1987, 1988, 1991, 1993
  - Başbakanlık Kupası (3): 1985, 1989, 1994
  - Viertelfinalist im Europapokal der Pokalsieger (1): 1991/92
  - Halbfinalist im Europapokal der Landesmeister (1): 1988/89